# 樂蜀航空
參數所指定的目標頁面不存在，建議更正成存在頁面或直接建立下列一個頁面（建立前請先搜尋是否有合適的存在頁面可以取代）：
- 樂蜀航空 (葡萄牙)

樂蜀航空是一間包機航空公司於埃及開羅。提供包機服務往歐洲。樞紐機場為開羅國際機場。。

## 機隊
樂蜀航空暫時沒有機隊